# زعفران دوگله
زعفران دوگُلِه (نام علمی: Crocus biflorus) یکی از گونه‌های سردهٔ زعفران است. گل‌های آن تقریباً سفید رنگ بوده و در سطح خارجی خود دارای رگه‌های بنفش پررنگ هستند. این گونه بوسیلهٔ غده که به صورت حلقه‌های متحدالمرکز است از گونهٔ زعفران بنفش به وضوح تشخیص داده می‌شود و در شمال و غرب ایران و در دامنه‌های سنگلاخی باز و جنگل‌های مخروبه از ارتفاع ۸۰۰ تا ۲۷۰۰ متری می‌روید. فصل گلدهی اسفند، فروردین و اردیبهشت ماه‌ است.

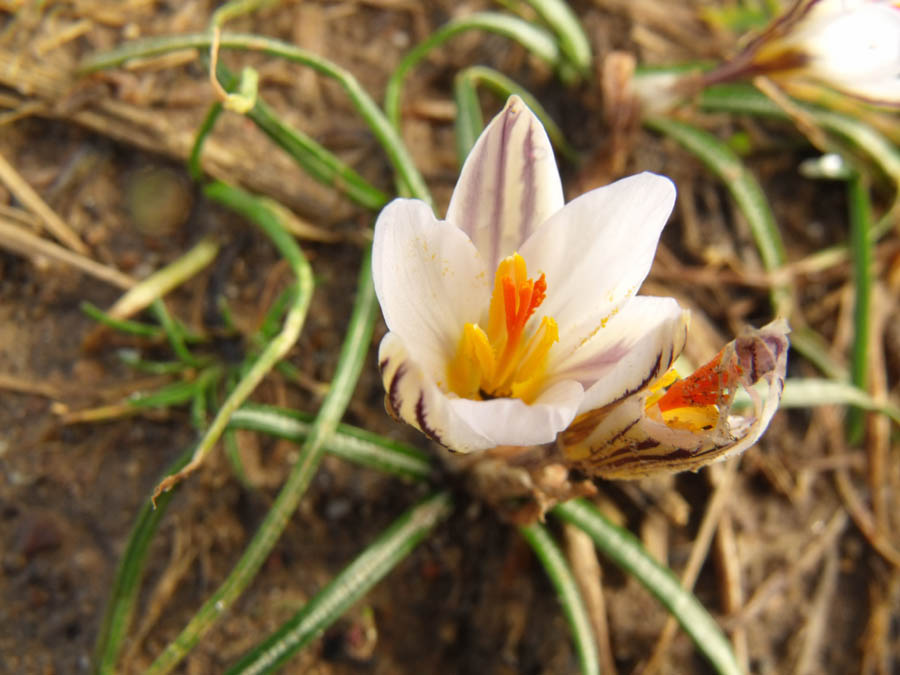
Crocus biflorus
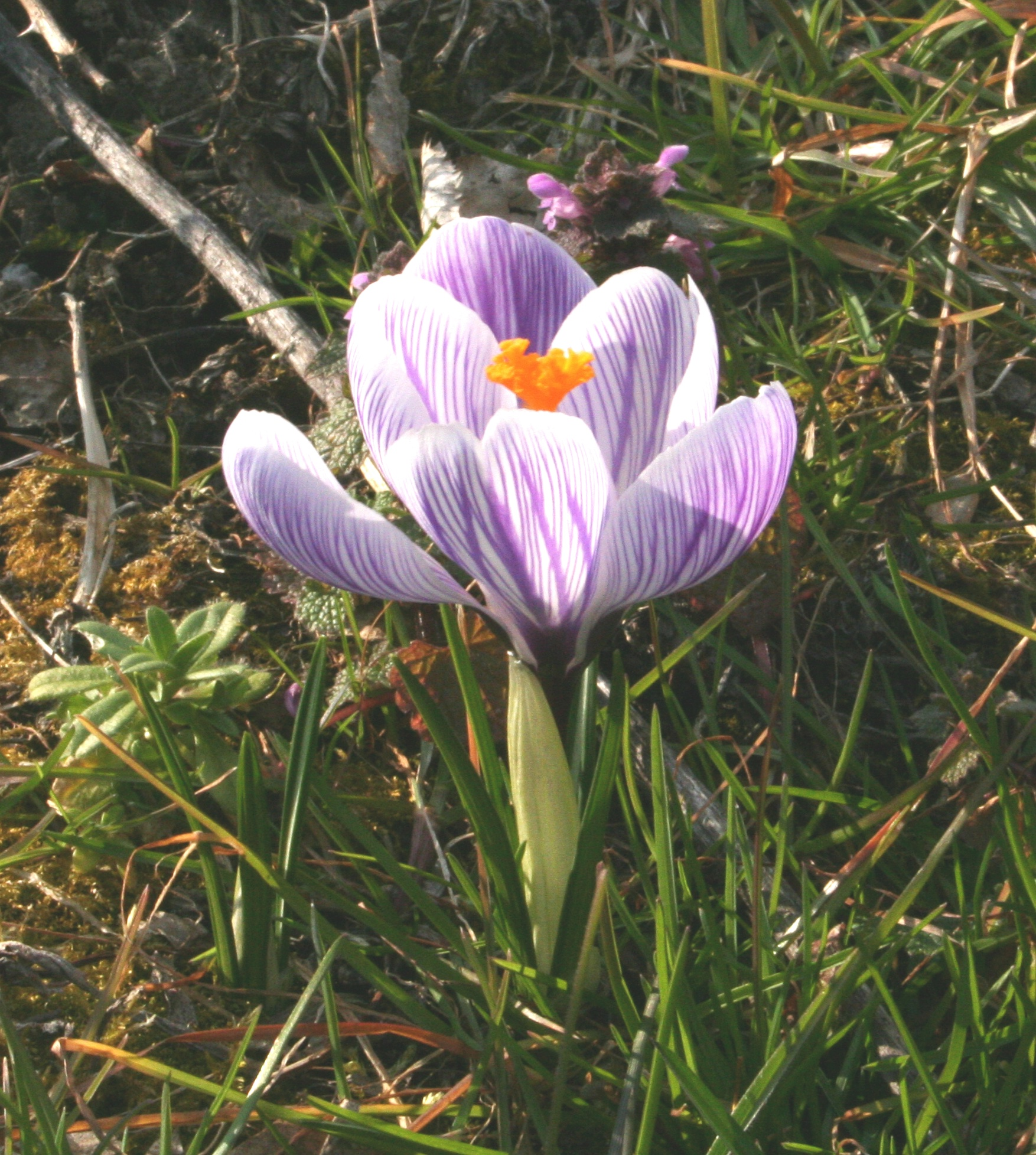
Crocus biflorus